# Nylonala infidelis
Nylonala infidelis är en fjärilsart som beskrevs av László Anthony Gozmány 1960. Nylonala infidelis ingår i släktet Nylonala och familjen mott. Inga underarter finns listade i Catalogue of Life.